# NGC 5003
NGC 5003 هي مجرة تتبع كوكبة السلوقيان. اكتشفها ويليام هيرشل في 9 أبريل 1787.

## روابط خارجية
- NGC 5003 على موقع ويكي سكاي: DSS2, SDSS, GALEX, IRAS, Hydrogen α, X-Ray, Astrophoto, Sky Map, Articles and images